# Zeichenschule für Handwerker an der Akademie der Künste Berlin
Die Zeichenschule für Handwerker an der Akademie der Künste Berlin war die erste berufsbildende Einrichtung in Berlin. Sie wurde im April 1786 an der Akademie der Künste und mechanischen Wissenschaften auf die Initiative des im Januar des Jahres als Direktors eingesetzten Geheimen Staats- und Kriegsministers Friedrich Anton Freiherr von Heinitz eingerichtet.
Es handelte sich bei der Zeichenschule für Handwerker um eine Teilzeitschule, an der in den Monaten von April bis September jeweils im Zeitraum von 16:30 bis 19:00 Uhr Lehrlinge und Gesellen aus verschiedenen Handwerksberufen unterrichtet wurden, der Unterricht war kostenfrei.
Die Handwerker-Zeichenschule entwickelte sich um 1800 zur Kunstzeichenschule. Im Jahr 1886 wurde sie mit der Unterrichtsanstalt des Kunstgewerbemuseums Berlin verbunden und als eigene Institution aufgelöst.